# آنتی‌بادی‌های سیتوکراتین ۵/۶

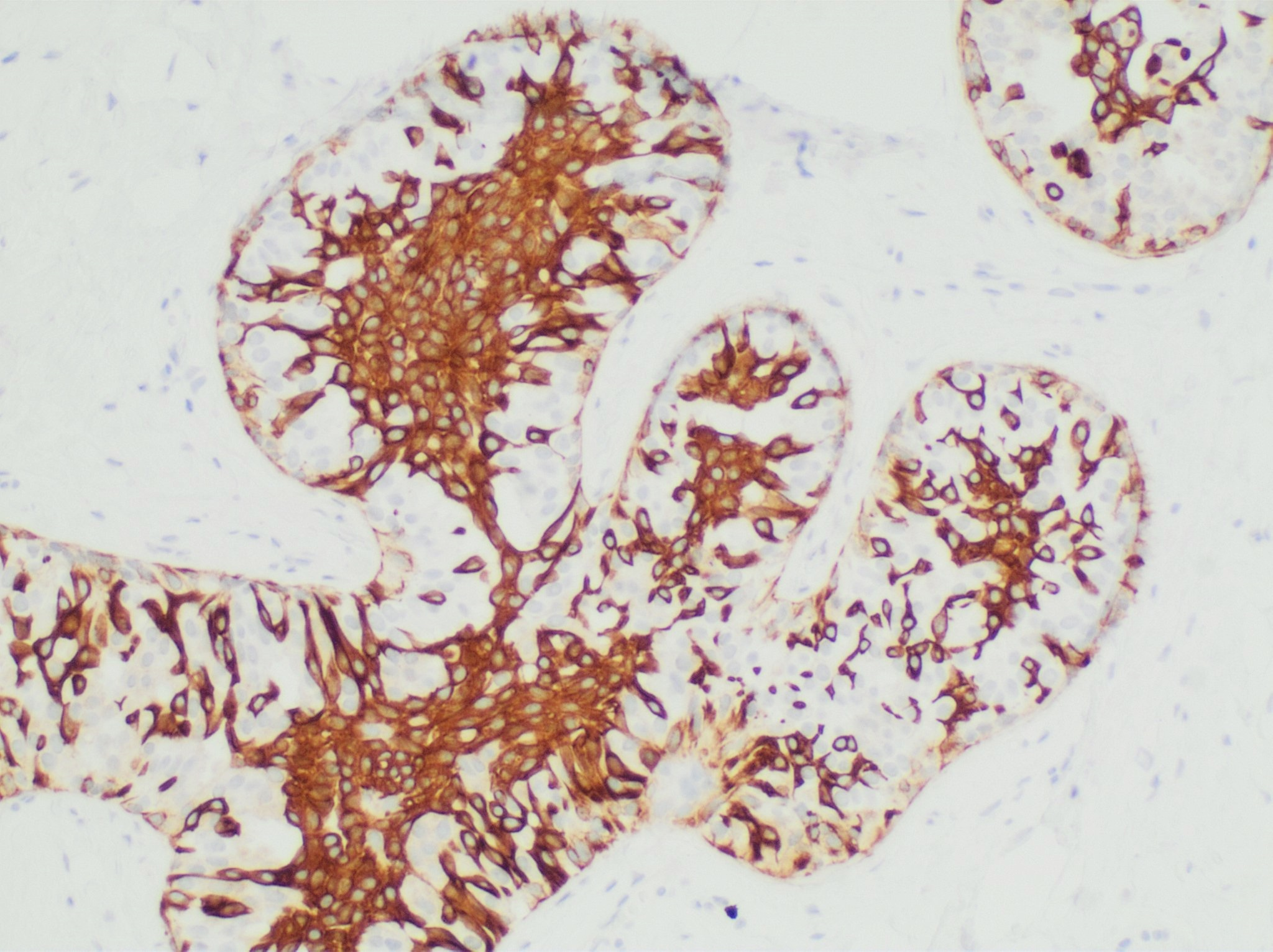
ایمونوهیستوشیمی با آنتی‌بادی‌های سیتوکراتین ۵/۶ در هیپرپلازی معمولی مجرای، که یک الگوی موزاییکی‌شکل را، عمدتاً در نواحی مرکزی نشان می‌دهد.

آنتی‌بادی‌های سیتوکراتین ۵/۶ (انگلیسی: Cytokeratin 5/6 antibodies) یک آنتی‌بادی است که سیتوکراتین ۵ و سیتوکراتین ۶ را هدف قرار می‌دهد. این آنتی‌بادی‌ها با نام «رنگ‌آمیزی سیتوکراتین ۵/۶» در ایمونوهیستوشیمی و برای موارد زیر استفاده می‌شوند:
- تشخیص سلول‌های پایه‌های (بازال) یا سلول‌های میواپیتلیال در پستان و پروستات[۱]
- برای آسیب‌شناسی بیماری‌های پستان، برای افتراق هیپرپلازی معمولی مجرای شیری پستان و ضایعات پاپیلاری پستان از کارسینوم درجای داخل مجاری.[۱] (برای این منظور باید از آنتی‌بادی‌های سیتوکراتین ۵/۶ در کنار سایکلین دی۱ استفاده شود).[۲]
- در ریه برای افتراق مزوتلیوما اپی‌تلوئید از آدنوکارسینوم ریه.[۱]